# Bonnevaux (Haute-Savoie)
Bonnevaux település Franciaországban, Haute-Savoie megyében. Lakosainak száma 282 fő (2022. január 1.). Bonnevaux Abondance, La Baume, Le Biot és Vacheresse községekkel határos.

## Népesség
A település népességének változása:
| Lakosok száma | 254  | 265  | 278  | 277  | 279  | 281  | 283  | 283  | 282  |
|               | 2013 | 2015 | 2016 | 2017 | 2018 | 2019 | 2020 | 2021 | 2022 |